# Andrea True
Andrea True, ameriška pop pevka, igralka in producentka slovenskega rodu. * 26. julij 1943, Nashville, Tennessee, Združene države Amerike, † 7. november 2011, New York.

## Življenjepis
Andrea Marie Truden se je rodila leta 1943 v Nashvillu v glasbeni družini slovenskega porekla. Oče Frank, rojen v Kozarišču na Loškem polju, je kot majhen otrok emigriral v Ameriko. Po poklicu je bil inženir; umrl je, ko je Andrea imela šestnajst let. Mati Anne, rojena Turkovich, po poreklu iz Šapjan v Istri, je bila poklicna pevka v narodnozabavnem ansamblu »kralja polk« Frankieja Yankovica. Andrea je od malih nog sledila materinim stopinjam. Z odliko je obiskovala dekliško šolo uprizoritvenih umetnosti. Vodila je TV oddaje in prireditve. Študij petja in klavirja je nadaljevala na akademiji za glasbo.
Pri 19 letih se je poročila z Davidom L. Wolfom in pustila študij, da bi sledila možu v njegovi akademski karieri, najprej v Oklahomo in nato v New York. Zakon ni dolgo trajal in odločila se je za igranje v filmih za odrasle. Preboj v glasbeno industrijo ji je uspel po snemanju oglasa za nepremičninski posel na Jamajki. Zaradi sankcij je vlada prepovedala prenose premoženja in za vrnitev v ZDA bi se morala Andrea bodisi odpovedati plačilu, bodisi porabiti denar na Jamajki. Odločila se je, da bo zaslužek investirala v snemanje dema »More, More, More«, pesmi, ki jo je pripravljala s producentom Greggom Diamondom, partnerjem v projektu The Andrea True Connection. Pesem je postala hit v nočnih klubih. Dosegla je 4. mesto na Billboard Hot 100 in prvo na ameriški disko lestvici. Na prvo mesto se je uvrstila na lestvici singlov v Kanadi, 5. v Združenem kraljestvu in 9. v Nemčiji. Sledil je album z enakim naslovom.
Drugi album White Witch iz 1977 je bil komercialni neuspeh in se ni uvrstil na lestvice zaradi pomanjkanja promocije, saj je bila založba takrat v finančnih težavah. Leta 1980 je izdala svoj tretji in zadnji album War Machine, ki ga je promovirala protivojna naslovna pesem. Bolj rokersko in novovalovsko naravnan album je izšel le v Evropi, a brez večjega uspeha.
Andrea je nadaljevala z nastopi po manjših klubih, nato pa so na njenih glasilkah odkrili tvorbo, ki je zahtevala operacijo, kar je praktično končalo njene pevske sposobnosti. Kljub temu je leta 1994 odigrala dve razprodani predstavi v gledališču Paramount v New Yorku in delala na novi glasbi, ki pa je nikoli ni realizirala. Po karieri je delovala kot svetovalka za odvisnike in astrologinja. Prejemala je tudi dohodke od avtorskih pravic. Umrla je zaradi srčnega zastoja.

## Diskografija
Albumi
- More, More, More, (Buddah, 1976)
- White Witch, (Buddah, 1977)
- War Machine, (Ricordi, 1980)

Singli
- More, More, More, 1975
- Party Line, 1976
- (New York) You Got Me Dancing, 1976
- What’s Your Name, What’s Your Number, 1977

## Zapuščina
- Svoji verziji pesmi More, More, More sta priredili angleška zasedba Bananarama (1993) in pevka Rachel Stevens (2004);
- Pesem More, More, More se je med drugim pojavila v glasbeni opremi filma The Last Days of Disco (1998),  v nanizankah Simpsonovi (2003) ter American Dad! (2006) in v dokumentacu Inside Deep Throat (2006).